# Sint-Michiels
Sint-Michiels is een plaats in de Belgische provincie West-Vlaanderen en sinds 1 januari 1971 een deelgemeente van de provinciehoofdstad Brugge. Sint-Michiels ligt ten zuiden van de historische binnenstad. De deelgemeente heeft een oppervlakte van 14,02 km² en telt 12.045 inwoners (2014).

## Geschiedenis
De parochie Sint-Michiels heeft zeer oude wortels. Ze bevindt zich op een oud Karolingisch domein, Weinebrugge, dat was afgesplitst van het oorspronkelijke koninklijke domein van Snellegem. De kerk van de H. Michaël in Weinebrugge (in 1863 gesloopt) is dan ook al rond 800 opgericht. Vanuit Weinebrugge is de Sint-Salvatorskerk in Brugge gesticht, wellicht nog in de negende eeuw.

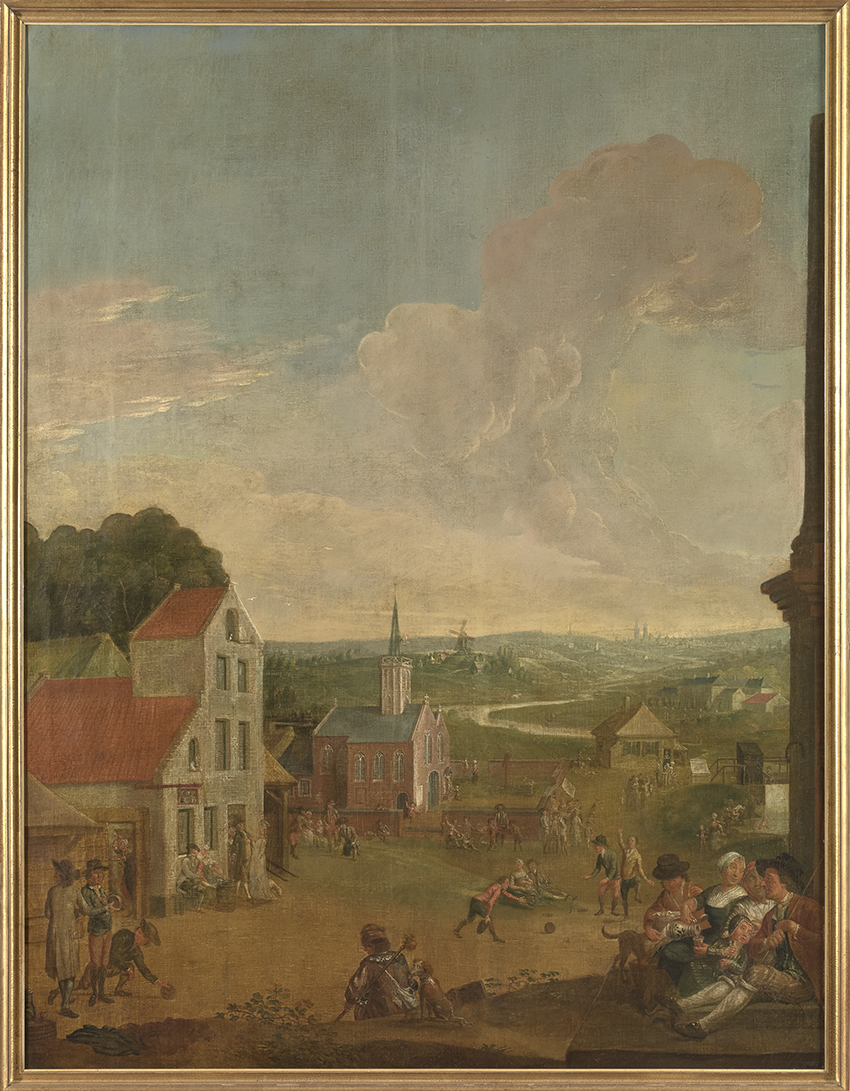
Gezicht op Sint-Michiels, schilderij door Johannes Beerblock (ca. 1796-1804) (Groeningemuseum).

Een groot deel van Sint-Michiels behoorde tot het rechtsgebied van de heerlijkheid Tillegem. Dat betekent dat tot de Franse Tijd (1795) de burgemeester en de schepenen, namens de heer van Tillegem, dit gebied bestuurden en er ook aan rechtspraak deden. Tillegem wordt voor het eerst vermeld in een document van ca. 1120-1130. De eerste heer van Tillegem die in een bewaard document is vermeld, verschijnt in 1285.
Van 1285 en tot in de achttiende eeuw was Tillegem in het bezit van Brugse families, die oorspronkelijk tot de hogere burgerij behoorden maar opklommen tot de lagere adel. Sinds de Franse Tijd waren de heren van Tillegem nog uitsluitend eigenaar van het eigenlijke leengoed. Hun rechtsmacht over het veel ruimere gebied van de heer waren ze toen verloren. Vanaf die tijd ontstond de gemeente Sint-Michiels, die is blijven bestaan tot 1971.
Op het einde van de Tweede Wereldoorlog waren er twee bombardementen op het Kasteel Ter Linden, met veel burgerslachtoffers. In dit kasteel was een belangrijk Duits radiopeilstation ondergebracht dat het scheepvaartverkeer in het Kanaal en op de Noordzee in de gaten hield. Sint Michiels werd bevrijd door een Canadese divisie.
In 1971 fuseerde Sint Michiels met Brugge. Toenmalig burgemeester Michel Van Maele was helemaal niet voor die fusie gewonnen, en liet zich bijstaan door de Gemeentedienst van België, teneinde argumenten te verzamelen die een dergelijke fusie bestreden. Hij haalde het evenwel niet en op 1 januari 1971 was de fusie een feit.
De twee parochiekerken zijn gewijd aan respectievelijk Sint-Michiel en Sint-Godelieve.

## Bezienswaardigheden
- Sint-Michielskerk
- Sint-Godelievekerk
- Het pretpark Boudewijn Seapark en dolfinarium
- Het kasteel Tillegem en Tillegembos
- Bloemenoord, het voormalig gemeentehuis
- Het kasteel Leyselebeke is een neoclassicistisch kasteel uit 1803. Het kasteel en het omliggende park zijn beschermd als monument.
- Bij de locatie waar vroeger het kasteel De Rode Poort stond, bevindt zich nog een beschermd voormalig jachtwachtershuis. Het gebouw zou oorspronkelijk uit de vijftiende eeuw dateren. In de jaren 1980 werd het gerestaureerd.
- Het Groot Magdalenagoed is een historische hoeve, waarvan de geschiedenis teruggaat tot in de middeleeuwen.
- Het Lappersfortbos
- De Vives-campus
- Het beschermd neogotisch gebouw van het Psychiatrisch Ziekenhuis Onze-Lieve-Vrouw

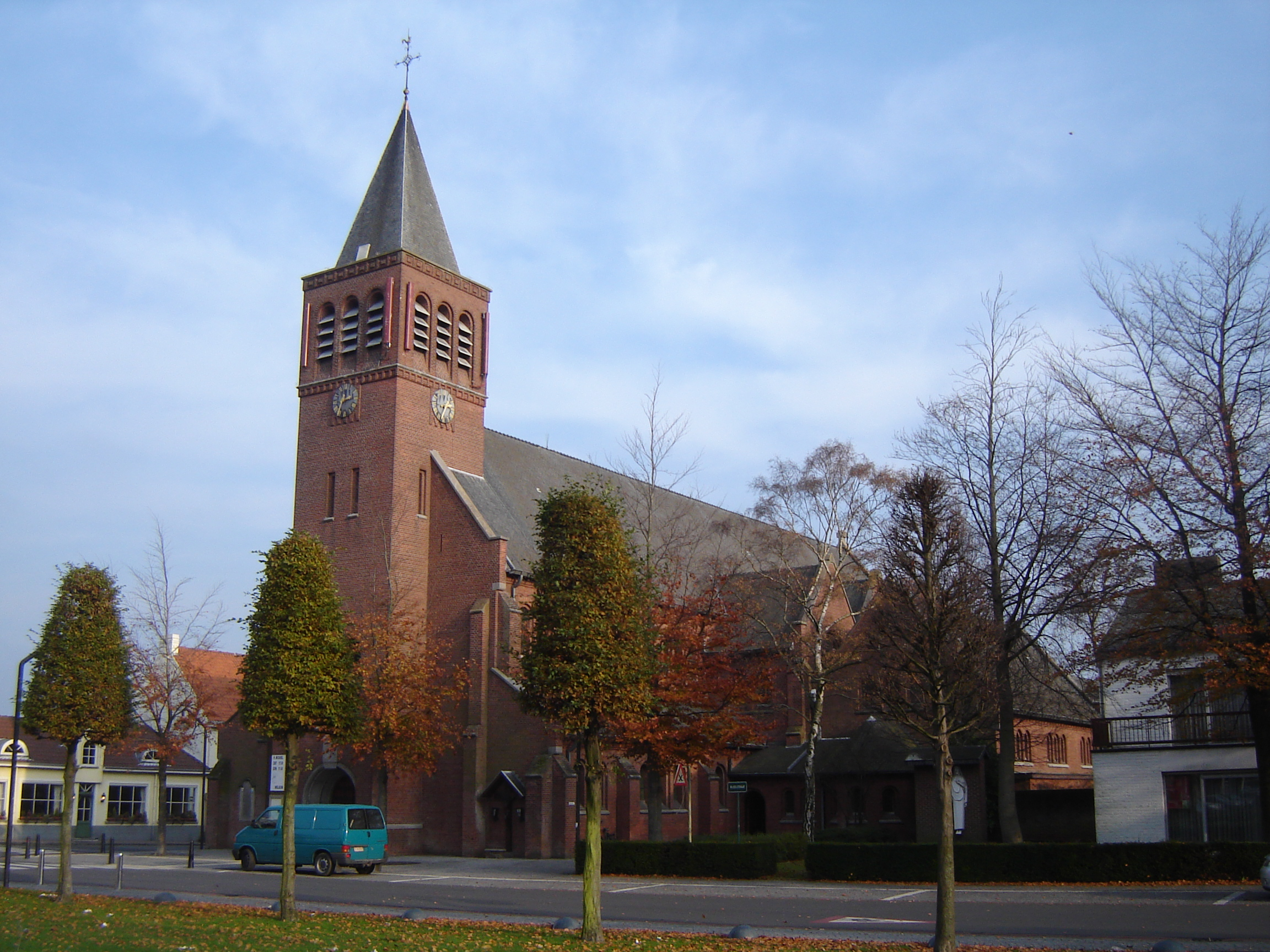
Sint-Michielskerk
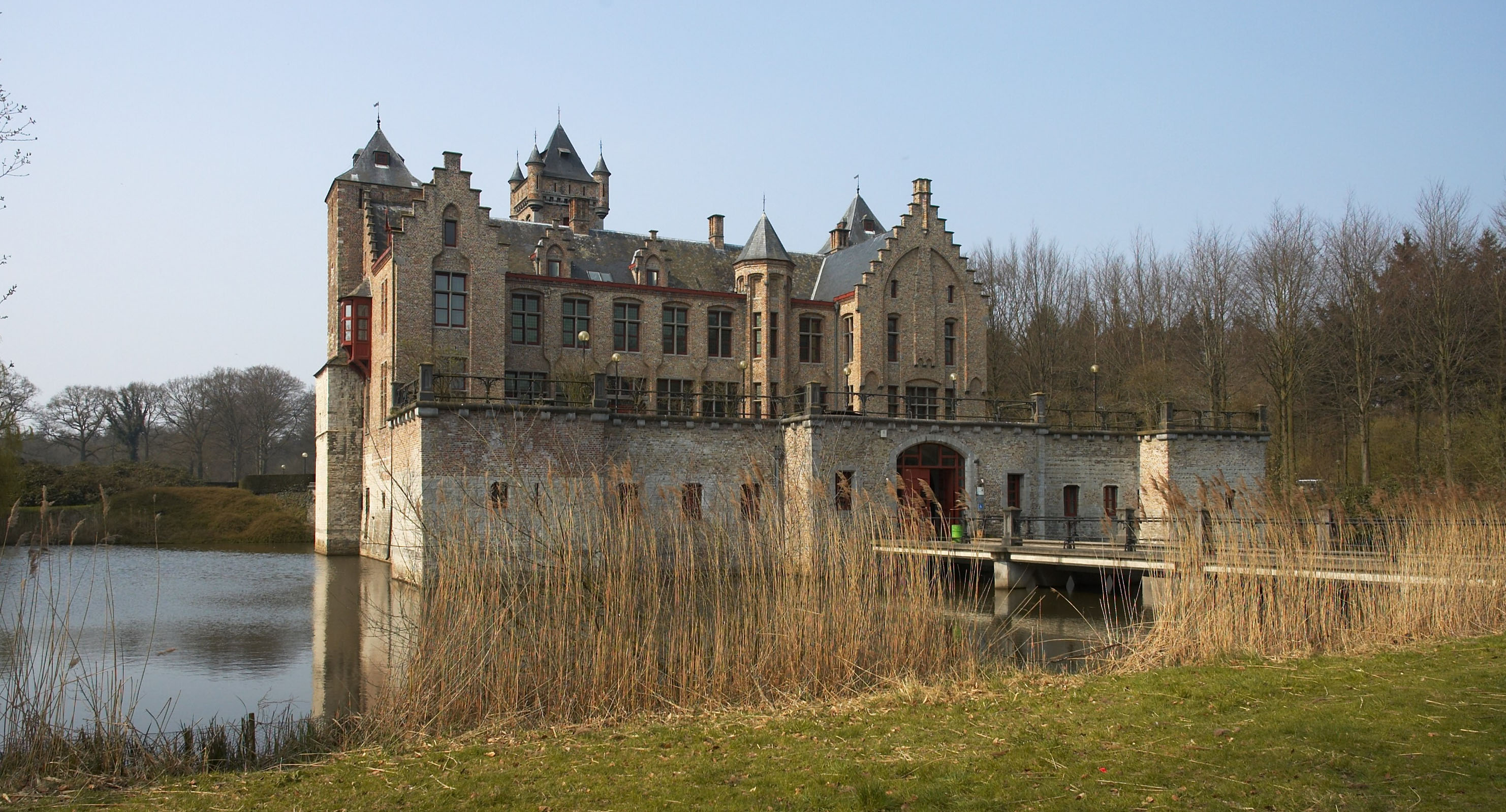
Kasteel Tillegem
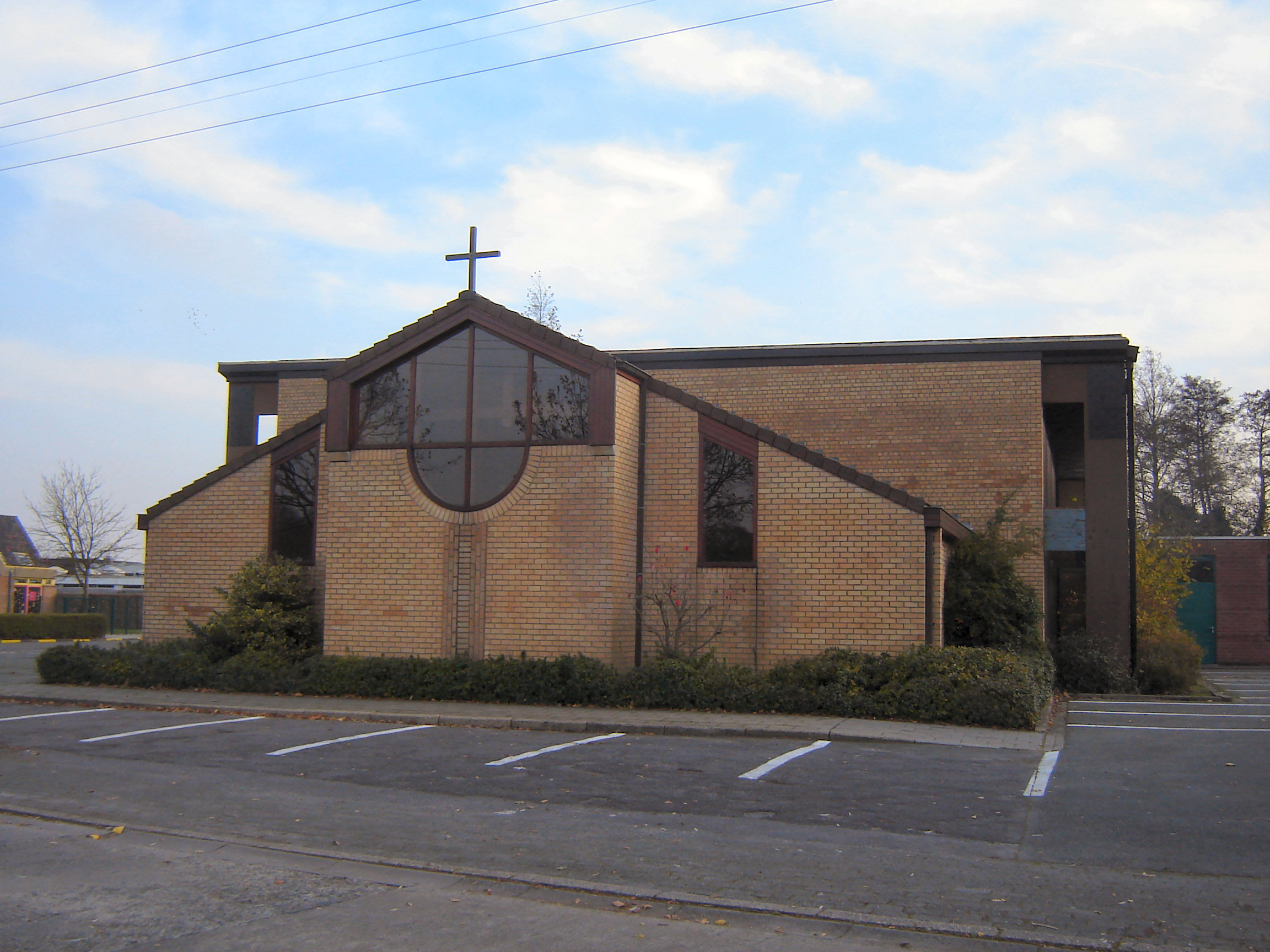
Sint-Godelievekerk
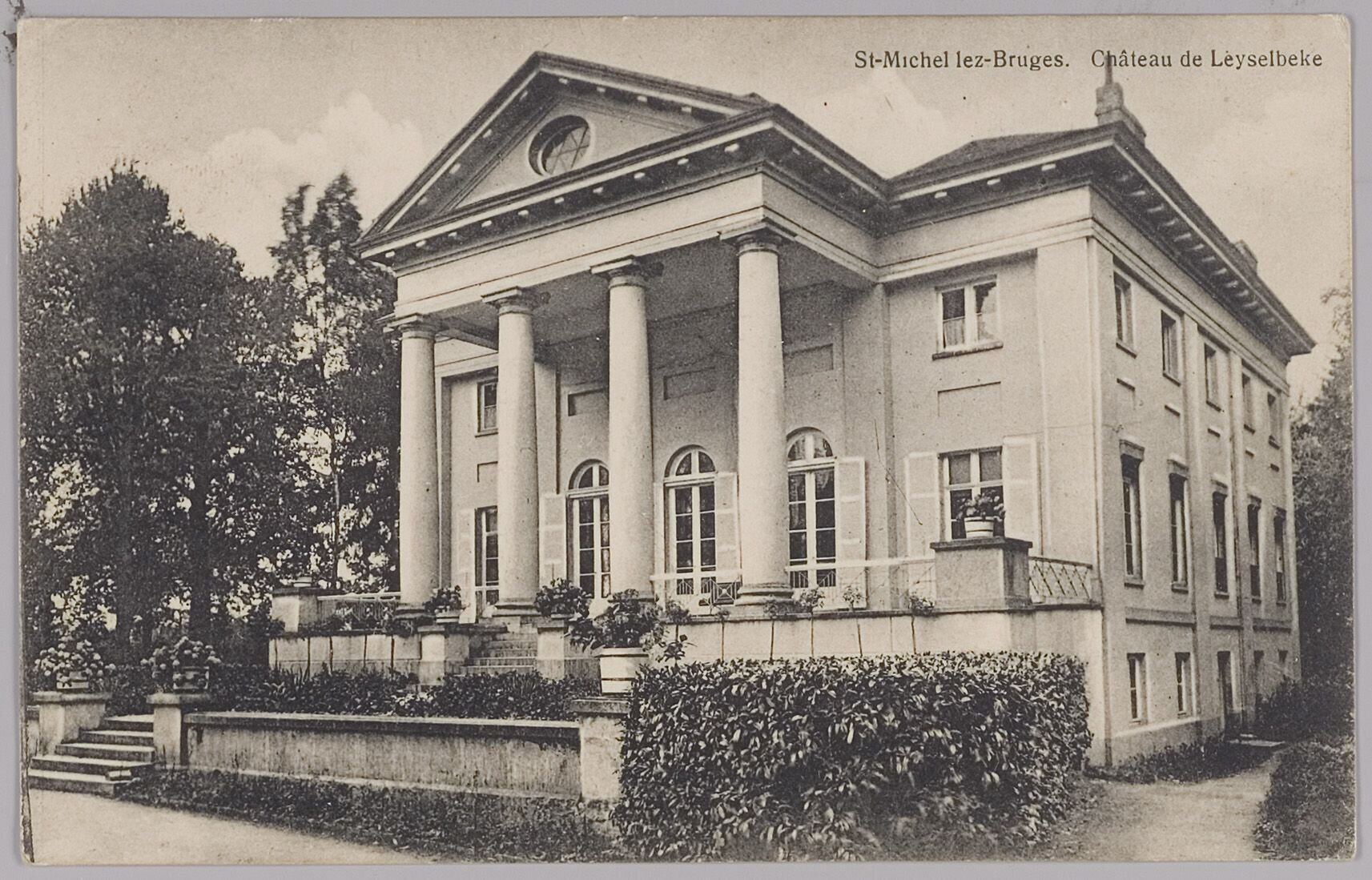
Kasteel Leyselebeke
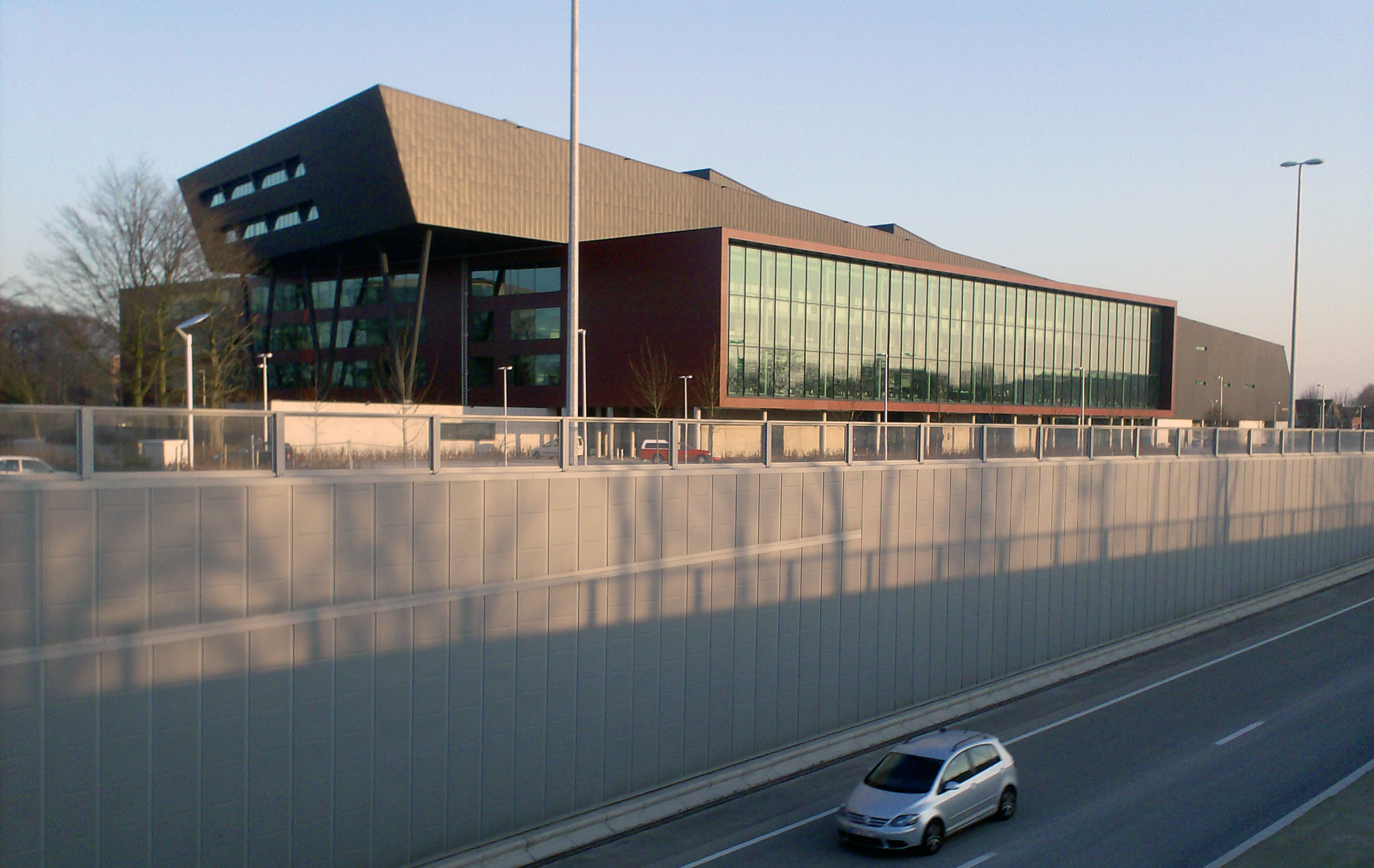
Vives-campus in Sint-Michiels

## Belangrijke figuren
- Alfons De Baecke, burgemeester
- Fernand Bonneure, letterkundige
- Louis Demey, burgemeester
- Koen Goethals, bioloog
- Joseph Kervyn de Lettenhove, minister en historicus
- Patrick Moenaert, burgemeester
- Michel Van Maele, burgemeester
- Jan Vercammen, letterkundige
- Etienne Vermeersch, hoogleraar moraal aan de Universiteit Gent